# Merișor, Maramureș
Merișor, mai demult Mănăștiur (în maghiară Szamosmonostor) este un sat ce aparține orașului Tăuții-Măgherăuș din județul Maramureș, Transilvania, România. Se află la confluența dintre Râul Someș și Râul Lăpuș.

## Istoric
Numele vechi a localității este Mănăștiur. 
Prima atestare documentară: 1493 (Monosthory). 

## Etimologie
Etimologia numelui localității: din apelativul merișor „arbust de munte, cu fructe comestibile" (Vaccinium vitis idaea) < subst. măr „pom" (< lat. melus, pentru melum) + suf. -ișor. 

## Demografie
La recensământul din 2011, populația era de 265 locuitori. 

## Galerie de imagini

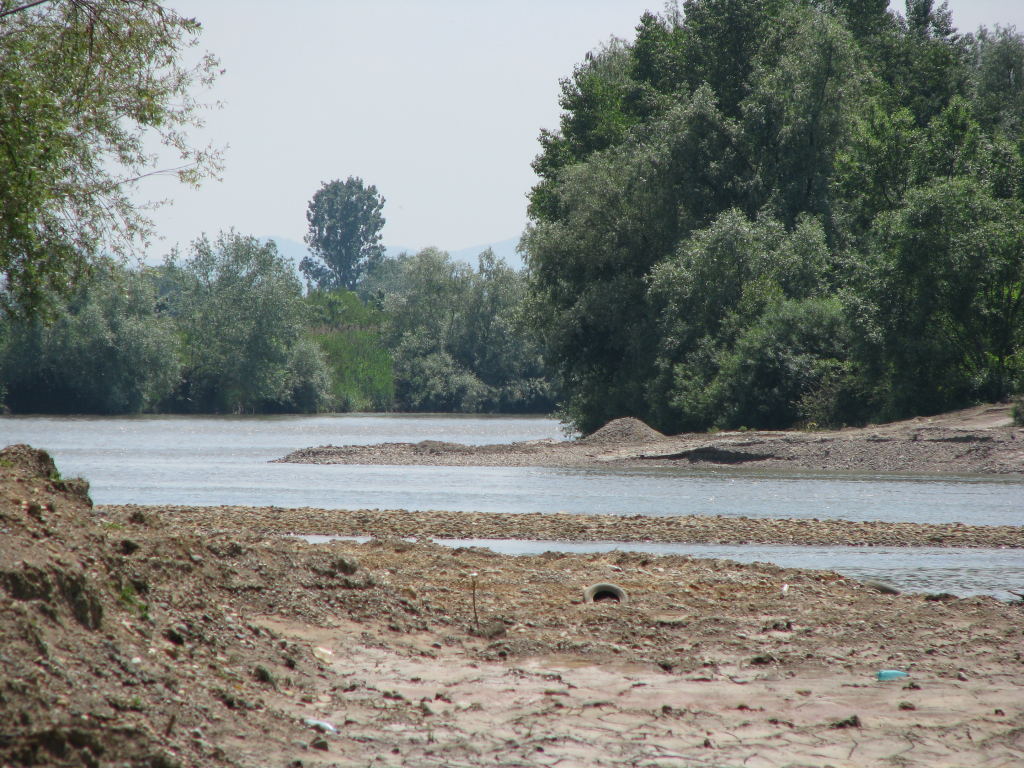
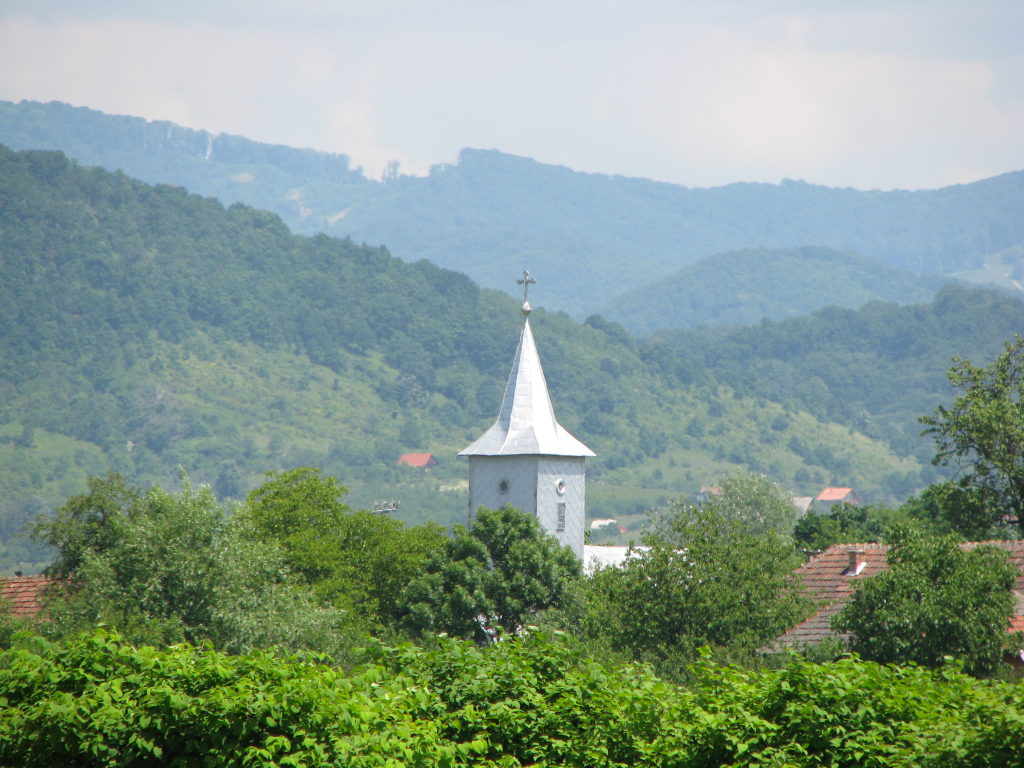
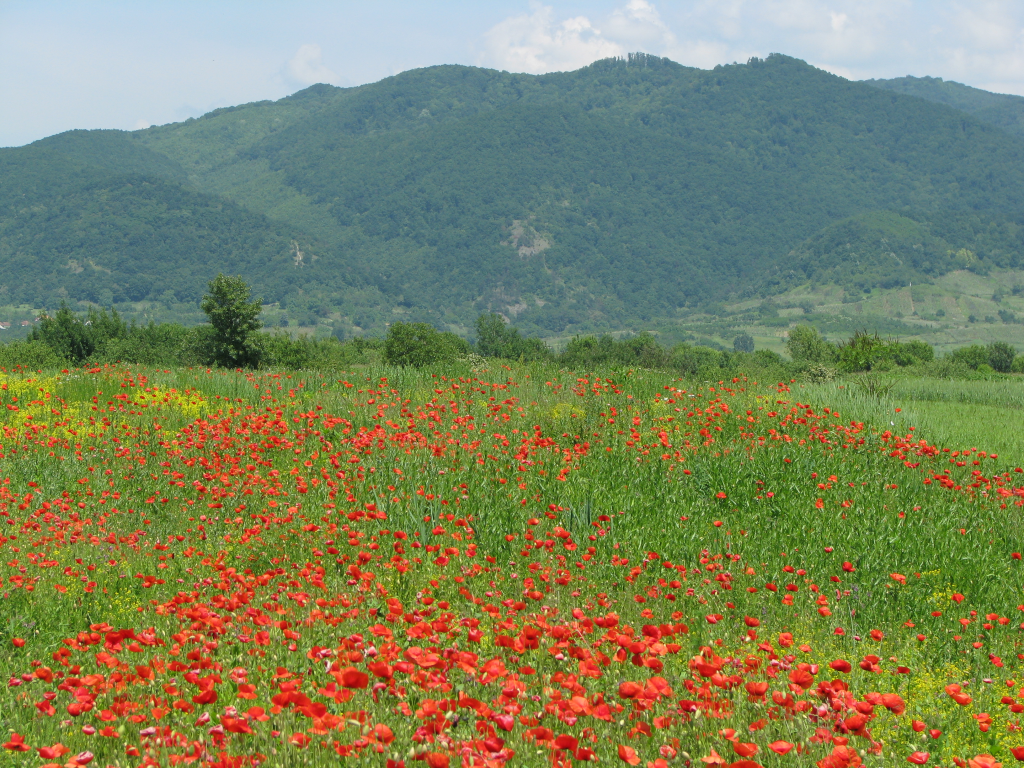
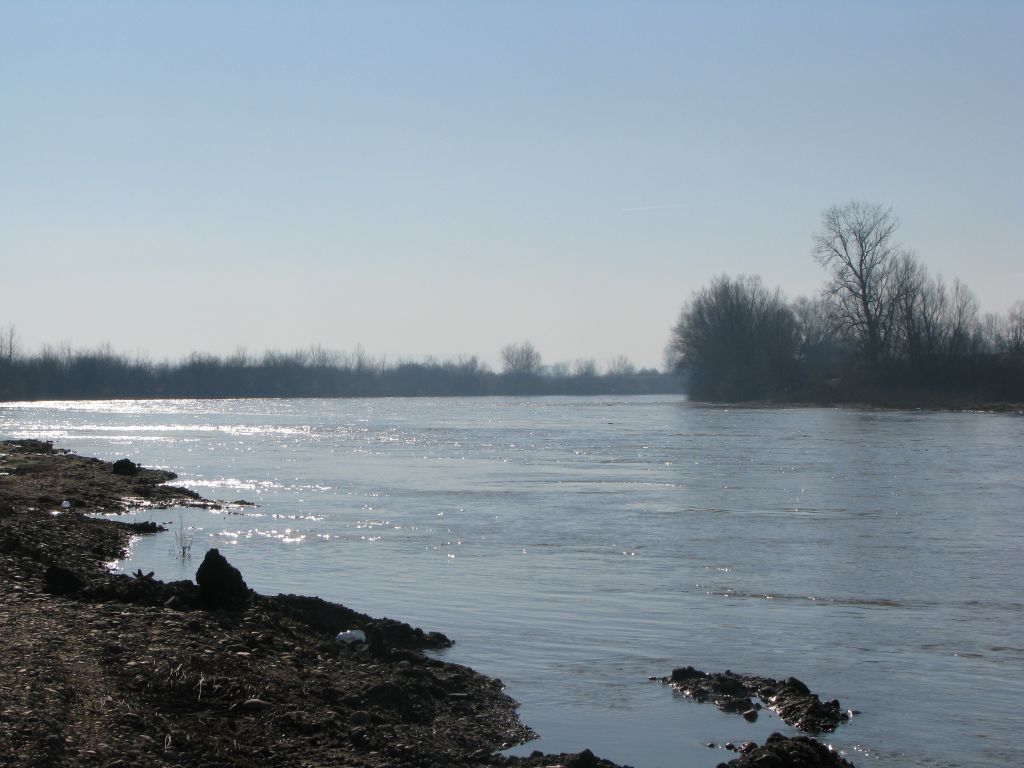
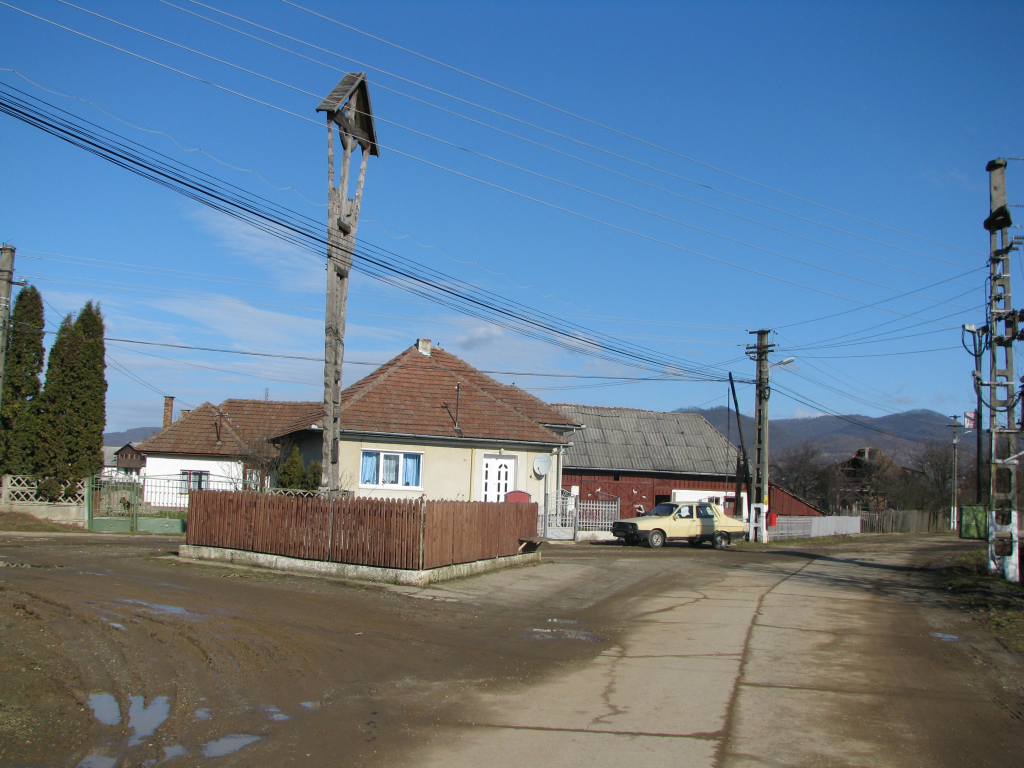
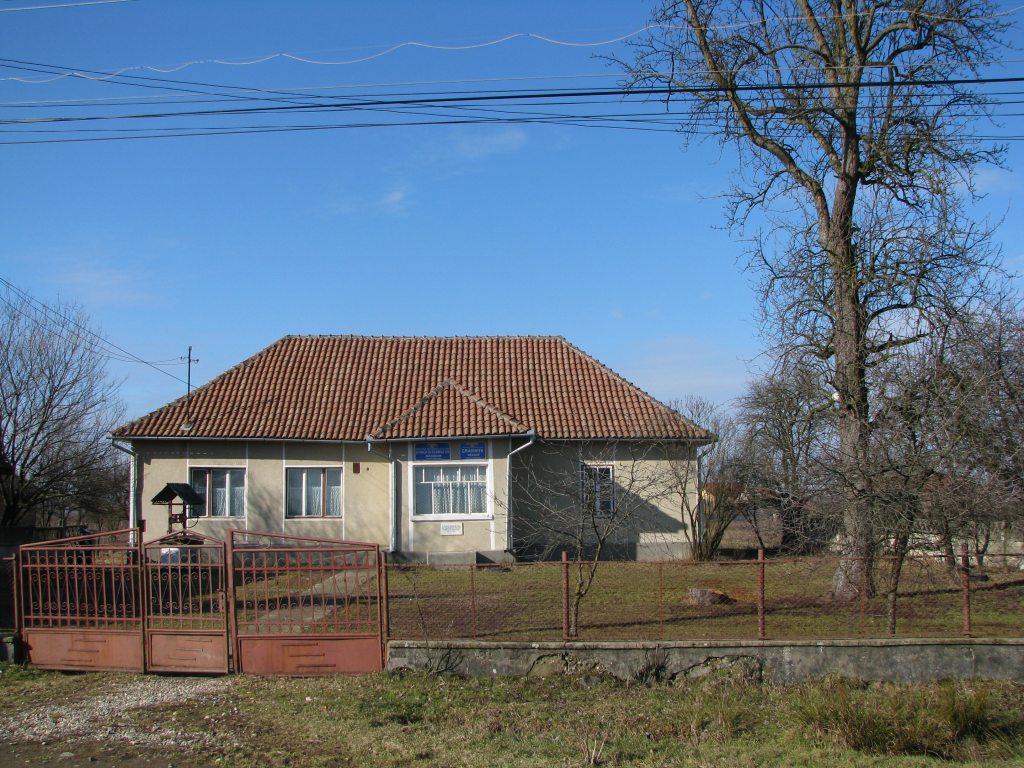